# Sabulodes mimulata
Sabulodes mimulata là một loài bướm đêm trong họ Geometridae.